# Literatura mesoamericana
As tradições da literatura mesoamericana indígena remontam às formas comprovadamente mais antigas de escrita na região mesoamericana, as quais datam de meados do primeiro milénio a.C.. Muitas das culturas pré-colombianas da Mesoamérica são reconhecidas como sociedade literatas, que produziram vários sistemas de escrita mesoamericanos com vários graus de complexidade e completude. Os sistemas de escrita mesoamericanos surgiram independentemente de outros sistemas de escrita do mundo, e o seu desenvolvimento representa uma das muito poucas origens deste tipo na história da escrita.
A literatura e textos criados pelos indígenas mesoamericanos são os mais antigos que se conhecem das Américas sobretudo por duas razões: primeiro, o facto de as populações nativas da Mesoamérica terem sido as primeiras a entrar em contacto intensivo com europeus, assegurando assim que muitas amostras de literatura mesoamericana fossem documentadas sob formas duradouras e inteligíveis. Em segundo lugar, a longa tradição da escrita mesoamericana que indubitavelmente contribuiu para que os nativos mesoamericanos adoptassem prontamente o alfabeto latino dos espanhóis, criando muitas obras literárias escritas durante os primeiros séculos a seguir à conquista do México. Este artigo resume o conhecimento actual sobre as literaturas indígenas da Mesoamérica no seu sentido mais amplo e descreve-as segundo o seu conteúdo literário e funções sociais.

## Literatura pré-colombiana

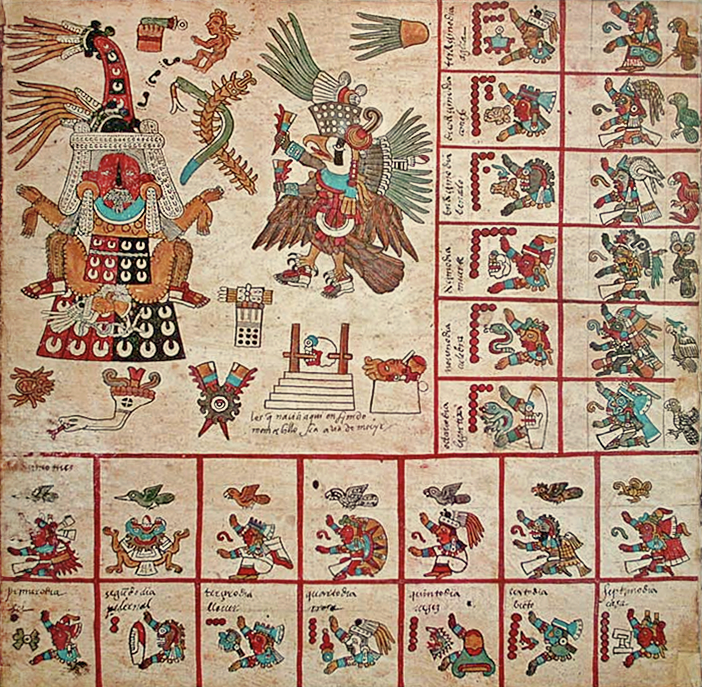
Reprodução da página 13 original do códice borbónico, mostrando elementos de um almanaque associado à 13ª trecena do tonalpohualli, a versão asteca do calendário mesoamericano de 260 dias. Um exemplo de um texto sobretudo semasiológico, que tem significado e que pode ser lido, mas que não representa fonemas da língua realmente falada.

Ao definir literatura no seu sentido mais lato como incluindo todos os produtos da "literacia" o que se torna sobremaneira interessante sobre uma comunidade literata é o uso que ela dá a essa capacidade. Por outras palavras, sobre que escreviam e falavam as pessoas dessa comunidade? E porque o faziam? Quais os géneros literários encontrados na Mesoamérica?
A resposta a esta questão é complexa e é o tema do que segue deste artigo, no qual se tentará descrever e resumir o que se sabe sobre os géneros e funções das literaturas indígenas da Mesoamérica.
Podem identificar-se três temas principais nas literaturas mesoamericanas:
- Religião, tempo e astronomia: as civilizações mesoamericanas partilhavam um interesse no registo e contagem do tempo através da observação dos corpos celestes e de rituais religiosos em que se celebravam as suas diferentes fases. Não é surpreendente que uma grande parte da literatura mesoamericana que chegou até nós trate exactamente sobre este tipo de informação. Em particular, a verdadeira literatura pré-colombiana, como os códices maias e astecas, é sobre informações astronómicas e calendáricas, bem descrições dos rituais ligados à passagem do tempo.
- História, poder e legados: outra grande área da literatura pré-colombiana encontra-se gravada em estruturas monumentais como estelas, altares e templos. Este tipo de literatura tipicamente documenta o poder e tradições, registando vitórias militares, ascensões ao poder, dedicações de monumentos e casamentos entre linhagens reais.
- Géneros míticos e fictícios. Existentes sobretudo em versões pós-conquista e muitas vezes dependentes de tradições orais ou pictóricas, a literatura míticas e narrativa da Mesoamérica é muito rica, e podemos apenas imaginar o quanto terá sido perdido.
- Literatura quotidiana: alguns textos constituem um tipo de literatura quotidiana, como por exemplo descrições de objectos e de seus proprietários, bem como inscrições, mas trata-se de uma fracção muito pequena da literatura conhecida.

### Literatura linguísticaversusliteratura pictórica
Geoffrey Samson faz a distinção entre dois tipos de escrita. Um deles é por ele chamado semasiográfico, incluindo tipos de escrita pictórica ou ideográfica que não estão necessariamente ligados à linguagem fonética mas que podem ser lidos em diferentes línguas (este tipo de escrita é utilizado por exemplo em sinais rodoviários que podem ser lidos em qualquer língua). O outro tipo de escrita é a escrita fonética chamada por Sampson escrita glotográfica e que representa os sons e palavras das línguas que permitem leituras linguísticas precisas de um texto que é o mesmo em cada leitura. Normalmente apenas este último tipo é considerado escrita verdadeira mas na Mesoamérica não se fazia qualquer distinção entre os dois tipos e portanto escrever, desenhar ou fazer retratos eram vistos como conceitos intimamente relacionados ou mesmo idênticos. Tanto na língua maia como na asteca existe uma só palavra para escrever e desenhar (tlàcuiloa em nauatle e tz'iib'  em maia clássico).
As gravuras são por vezes lidas foneticamente e textos que supostamente deveriam ser lidos são por vezes de natureza muito pictórica. Tal torna difícil aos estudiosos actuais a tarefa de distinguir se uma inscrição em escrita mesoamericana representa uma língua falada ou se deve ser interpretada como um desenho descritivo. O único povo mesoamericano que sabe sem sombra de dúvida ter desenvolvido um sistema de escrita completamente glotográfico ou fonético foi o povo maia, e mesmo a escrita maia é em grande medida pictórica e muitas vezes apresenta fronteiras pouco nítidas entre imagens e texto. Os estudiosos discordam da foneticidade de outras escritas e estilos iconográficos mesoamericanos, mas muitos muitos deles mostram a utilização do princípio de rébus e um conjunto de símbolos altamente convencionalizado.

### Inscrições monumentais

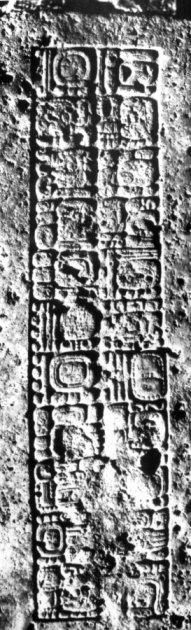
Uma inscrição monumental em hieroglifos maias em Naranjo, relativa ao reinado do rei Itzamnaaj K'awil

As inscrições monumentais eram muitas vezes registos históricos das cidades-estado. Entre os exemplos mais famosos incluem-se:
- Escadaria Hieroglífica de Copán, onde está registada a história de Copán por meio de 7 000 glifos nos seus 62 degraus.
- As inscrições de Naj Tunich registando a chegada de peregrinos nobres à caverna sagrada.
- As inscrições na tumba de Pacal, o famoso governante de Palenque.
- As muitas estelas de Yaxchilán, Quiriguá, Copán, Tikal e Palenque e de inúmeros outros sítios arqueológicos maias

Outra função destes tipos de inscrições históricas era servirem para consolidarem o poder dos governantes que as utilizavam também como um tipo de testemunho propagandístico desse mesmo poder. Mais frequentemente os textos hieroglíficos monumentais descrevem:
- Governação: ascensão e morte de governantes, e a reclamação de ascendência de linhagens nobres.
- Guerra: vitórias e conquistas.
- Alianças: casamentos entre linhagens.
- Dedicações de monumentos e construções.

O renomado epigrafista David Stuart escreveu o seguinte acerca das diferenças de conteúdo entre os textos hieroglíficos monumentais de Yaxchilán e de Copán:
| “ | "Os temas principais dos monumentos conhecidos em Yaxchilán são a guerra, dança e rituais de sangria, com vários registos de ritos dedicatórios de construções." A maioria dos registos de guerras e danças acompanham cenas com governantes, os quais são representados de modo proeminente em todos os textos. Os textos de Copán apresentam uma ênfase menor da narrativa histórica. As estelas da praça grande, por exemplo, estão inscritas com fórmulas dedicatórias que nomeiam o governante como "dono" do monumento, mas raramente registam qualquer actividade ritual ou histórica. As datas de nascimentos são praticamente inexistentes em Copán, tal como são os registos de guerras e capturas. Assim, os governantes de Copán não possuem a história personalizada que lemos nos textos de centros mais recentes das terras baixas ocidentais, como Palenque, Yaxchilán e Piedras Negras." | ” |

### Códices

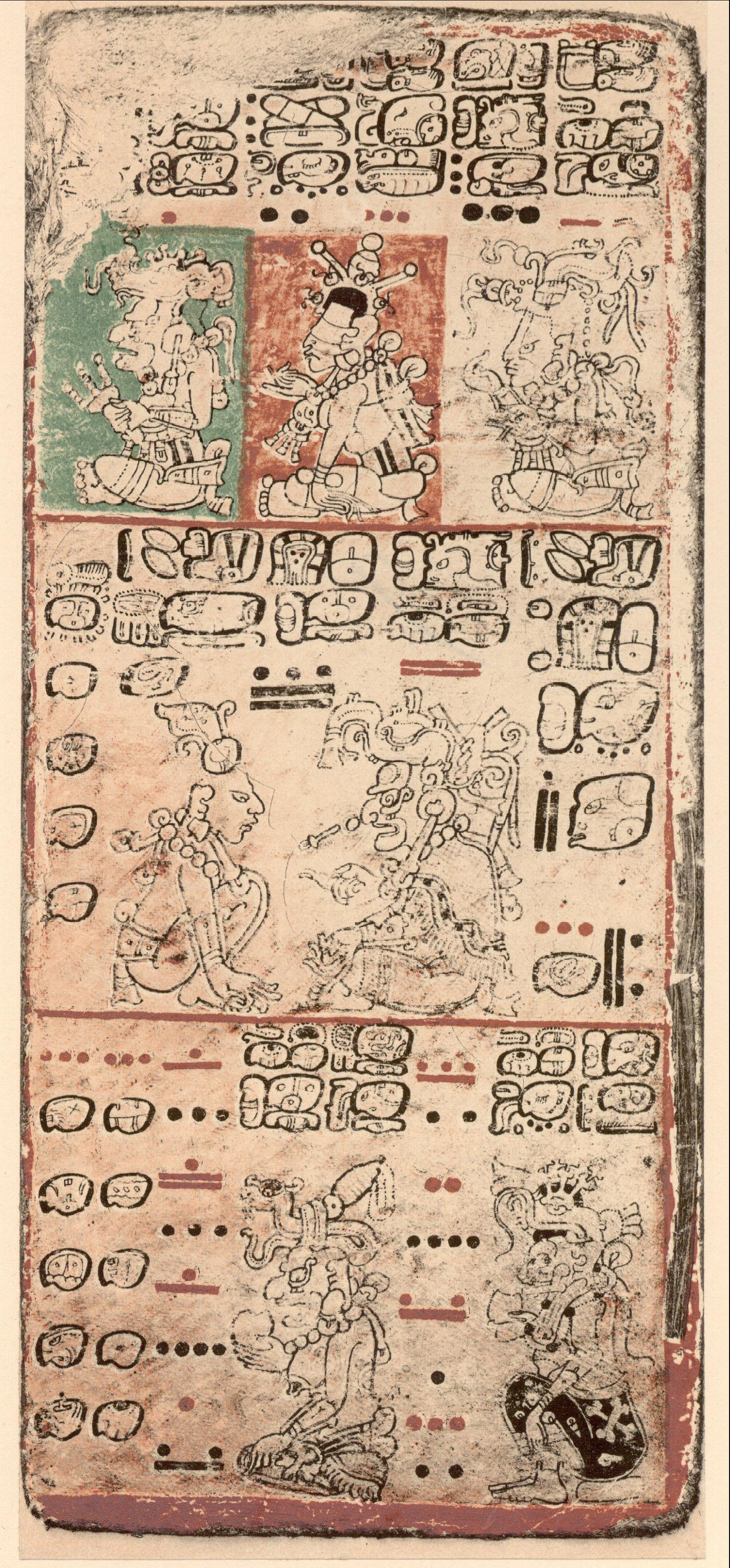
Uma página do códice de Dresden (maia, pré-colombiano)

Ver também códices maias e códices astecas para descrições mais completas dos diferentes códices.
Restam actualmente vários códices pré-colombianos escritos em papel amate revestido de gesso.
Narrativas históricas
- ;Códices mixtecas

- Códice Bodley
- Códice Colombino-Becker
- Códice Nuttall (Relato da vida e tempos do governante Oito Veado Jaguar Garra e das dinastias Tilantongo, Tozacoalco e Zaachila).
- Códice Selden
- Códice Vindobonensis

- ;Códices astecas

- Códice Mendoza (parte 1 é a história da fundação de Tenochtitlan)

Administrativo
- Códice Mendoza (Part 2 é composta por registos de tributos astecas)

Textos astronómicos, calendáricos e rituais
- Origens centro-mexicanas:

- Códice Borbónico
- Códice Magliabechano
- Códice Cospi
- Códice Vaticanus B (ou Códice Vaticanus 3773)
- Códice Fejérváry-Mayer
- Códice Laud

- Códices maias:

- Códice de Paris
- Códice de Madrid
- Códice de Dresden

Com autenticidade disputada:
- Códice Grolier

## Literaturas pós-conquista escritas em grafia latina

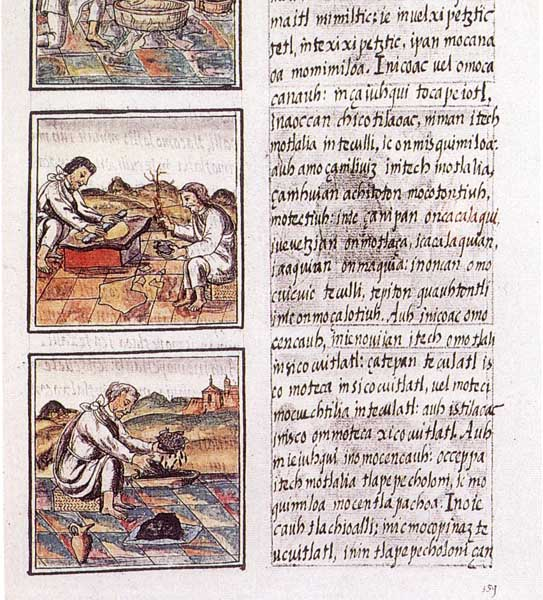
Página do códice florentino (ca. 1580) mostrando náuatle escrito com grafia latina.

A maior parte da literatura mesoamericana conhecida actualmente foi escrita após a conquista espanhola. Tanto europeus como maias começaram a documentar por escrito a tradição oral local utilizando o alfabeto latino para escrever nas línguas indígenas pouco tempo depois da conquista. Muitos destes escritores eram  monges e sacerdotes que na tentativa de converter os povos nativos ao cristianismo e traduzir as escrituras sagradas adquiriram um bom domínio das línguas indígenas e muitas vezes elaboraram gramáticas e dicionários destas línguas. Estas primeiras gramáticas das línguas nativas sistematizaram a leitura e escrita das línguas indígenas no tempo em que foram escritas e ajudam ainda hoje na sua compreensão.
As gramáticas e dicionários mais conhecidos entre os mais antigos, são os da língua dos astecas, o náuatle. Exemplos famosos são os trabalhos de Alonso de Molina e André de Olmos. Mas também a língua maia e outras línguas mesoamericanas têm gramáticas e dicionários antigos, alguns de muito alta qualidade. A introdução do alfabeto latino e a criação de convenções para a escrita das línguas indígenas permitiu a subsequente criação de variados tipos de textos. Ao mesmo tempo, os escritores indígenas faziam uso das novas técnicas para documentarem a sua própria história tradições na nova escrita, enquanto os monges levavam a literacia às populações indígenas. Esta tradição durou apenas alguns poucos séculos, e devido a decretos reais que determinavam que o espanhol era a única língua do Império Espanhol, por volta de meados do século XVIII a maioria das línguas indígenas não possuíam uma tradição de escrita viva. As literaturas orais, porém, continuaram a ser transmitidas até à actualidade em muitas línguas indígenas e começaram a ser recolhidas pelos etnólogos no princípio do século XX, no entanto sem promoverem a literacia em línguas indígenas nas comunidades em que trabalhavam.
Nos primeiros séculos pós-conquista, foi produzido um grande número de textos em línguas mesoamericanas. Tal corpo literário, após cem anos de estudo, permanece conhecido apenas superficialmente e largamente desconhecido do grande público.

### Relatos históricos
Muitos dos textos pós-conquista são relatos históricos, quer sobre a forma de anais que relatavam ano a ano os acontecimentos de um povo ou cidade-estado muitas vezes baseando-se em documentos pictóricos ou relatos orais dos membros mais idosos das comunidades. Mas também, por vezes, relatos literários personalizados sobre a vida de um povo ou estado e quase sempre incorporando dados históricos reais, míticos e materiais. Não existia uma distinção formal entre estes dois tipos de literatura na Mesoamérica. Por vezes, como no caso do Chilam Balam maia, os relatos históricos dos livros incorporavam também material profético, um tipo de história adiantada.
Anais
- Anais dos Caqchiqueles
- Livros Chilam Balam livros de Chumayel, Maní, Tizimin, Kaua, Ixil, e Tusik
- Anais de Tlatelolco, Anais de Tlaxcala, Anais de Cuauhtitlan
- Numerosas histórias locais de um único estado indígena na forma de anais ou códices pictóricos.

Historias
- Cronica Mexicayotl de Fernando Alvarado Tezozomoc
- Códice Chimalpahin de Domingo Francisco de San Antón Muñon Chimalpahin Quauhtlehuanitzin
- Lienzo de Tlaxcala uma história pictórica da conquista por Diego Muñoz Camargo.

### Documentos administrativos
A situação dos povos indígenas da Mesoamérica no período pós-conquista também os obrigou a aprender a navegar num novo e complexo sistema administrativo. De forma a obterem quaisquer tipos de posições favoráveis, requerimentos e petições tinham de ser feitos às novas autoridades e a posse das terras e heranças tinham de ser provadas. Esta situação teve como resultado uma grande quantidade de literatura em línguas indígenas, pois os documentos eram muitas vezes escritos primeiramente na língua nativa e só depois traduzidos para o espanhol. Entre este tipo de documentos incluem-se em grande número:
- Títulos (pretensões ao poder por demonstração de pertença a uma linhagem nobre pré-colombiana)
- Petições (por exemplo petições solicitando a redução de impostos ou queixas sobre senhores abusadores)
- Testamentos e documentos de alegação de propriedade.

### Narrativas mitológicas
A literatura mesoamericana mais extensamente estudada, provavelmente porque é a mais interessante pelos padrões actuais, é a literatura contendo narrativas mitológicas e lendárias. Os estilos destes livros são muitas vezes muito poéticos e apelativos ao sentido estético moderno quer pela linguagem poética quer pelo seu conteúdo "místico" exótico. Muitas vezes, porém, as narrativas mitológicas são confundidas com relatos históricos devido à falta de distinção entre mito e história nas culturas mesoamericanas. Enquanto que muitos realmente incluem acontecimentos históricos reais, os textos mitológicos podem frequentemente ser distinguidos pelo seu enfoque na alegação de poder baseada numa origem mítica, ao traçarem a linhagem de um povo até alguma antiga fonte de poder.
- Popol Vuh (a lendária história mitológica do povo quiché)
- Códice Chimalpopoca (a principal fonte sobre o mito de criação asteca dos Cinco Sóis)
- Códice Aubin (Conta as deambulações míticas dos mexicas desde Aztlan até Tenochtitlan)
- História Tolteca Chichimeca (o mito asteca dos lendários povos tolteca e chichimeca)

### Poesia
Foram conservadas algumas colecções famosas de poesia asteca. Apesar de escritas em finais do século XVI, crê-se que sejam relativamente representativas do verdadeiro estilo de poesia utilizado em tempos pré-colombianos. Muitos dos poemas são atribuídos a governantes astecas nomeados, como Nezahualcoyotl. Uma vez que os poemas foram transcritos numa data posterior, os estudiosos discutem se estes serão os seus verdadeiros autores. Muitos dos textos míticos e históricos apresentam também qualidades poéticas.
Poesia asteca
- Cantares Mexicanos
- Romances dos Senhores da Nova Espanha

Poesia maia
- Cantares de Dzitbalché

### Teatro
- Rabinal Achí
- Teatro Nauatle

### Relatos etnográficos
- Códice florentino (obra-prima de Bernardino de Sahagún de um relato etnográfico contido em 12 volumes).
- Coloquios y doctrina Christiana (também conhecidos como os diálogos de Bancroft. Descrição dos primeiros diálogos entre astecas e monges pregando o cristianismo.)

### Colecções de tratados vários
Nem todos os espécimes de literatura nativa podem ser prontamente classificados. Um exemplo típico são os livros de Chilam Balam em iucateque, mencionado acima pelo seu conteúdo histórico, mas que contêm também tratados sobre medicina, astrologia, etc. Apesar de pertencerem claramente à literatura maia, são de natureza profundamente sincrética.